# Нежковка
Не́жковка (бел. Нежкаўка) — деревня в составе Осиновского сельсовета Чаусского района Могилёвской области Республики Беларусь.

## История
В 1676 году упоминается как деревня Нешковка в Оршанском повете ВКЛ.

## Население
- 2010 год — 23 человека